# Orthotrichia trispinata
Orthotrichia trispinata is een schietmot uit de familie Hydroptilidae. De soort komt voor in het Australaziatisch gebied.